# Orson Scott Card
Orson Scott Card (n. 24 august 1951) este un scriitor cunoscut mai ales pentru romanul Jocul lui Ender (Ender's Game), publicat în 1985. Este actualmente profesor la Southern Virginia University în Buena Vista, Virginia.

## Viața
Card s-a născut în Richland, Washington, fiind al treilea din cei șase copii ai lui Willard and Peggy Card și fratele mai mare al compozitorului Arlen Card. Copilăria și adolescența și le-a petrecut în Santa Clara, California, în Mesa, Arizona și în Orem, Utah. A servit ca misionar pentru Biserica lui Isus Hristos a Sfinților din Zilele din Urmă în Brazilia și a absolvit Brigham Young University și University of Utah. In momentul de față el trăiește in Greensboro, Carolina de Nord, cu soția lui Kristine, fiind tatăl a cinci copii: Geoffrey (și el scriitor), Emily (dramaturg, a transpus pe scenă nuvela A Sepulcher of Songs), Charlie Ben (decedat), Zina Margaret și Erin Louisa (decedată).
Pe lângă activitatea sa de scriitor SF, Card este un critic, scriitor politic și orator. Este un susținător al lui George W. Bush și al războiului împotriva terorismului. De asemenea, este un susținător al cercetării surselor alternative de energie.

## Cariera
Card și-a început cariera scriitoricească în domeniul poeziei, studiind cu Clinton F. Larson la Brigham Young University. În timpul cursurilor de dramaturgie, el a început să adapteze scenariile pentru producțiile teatrale și, în final, scriind propriile acte sau piese întregi, unele dintre ele produse de regizorii de la BYU. El a explorat și literatura de ficțiune, începând cu povestiri care au devenit ulterior The Worthing Saga.
Revenit în Provo, Utah, din activitatea sa misionară în Brazilia, Card a pus bazele companiei teatrale Utah Valley Repertory, care a evoluat timp de două veri la "the Castle," un amfiteatru în aer liber din vremea Crizei, situat în spatele spitalului de boli mintale din Provo. Între timp, el s-a angajat ca și corector cu normă parțială la BYU Press, devenind apoi editor cu normă întreagă. În 1976 a reușit să se angajeze ca editor asistent la revista oficială a Bisericii, Ensign, mutându-se în Salt Lake City. În timp ce lucra la Ensign, Card a publicat prima sa operă de ficțiune, povestirea "Gert Fram", care a apărut în numărul din iunile 1977 al revistei sub pseudonimul Byron Walley.

### Science fiction
Când a scris "Jocul lui Ender", Card lucra la BYU și a trimis povestirea câtorva publicații. Ea a fost acceptată de Ben Bova și a apărut în Analog Science Fiction and Fact în numărul din august 1977. Între timp, Card a început să scrie piese audio de o jumătate de oră despre istoria Bisericii lui Isus Hristos a Sfinților din Zilele din Urmă, Noul Testament și alte subiecte din scripturi. Datorită contractelor obținute pentru romanele Hot Sleep și A Planet Called Treason, a părăsit Ensign și a început să își întrețină familia ca liber profesionist.
În 1981, Card și-a dat masteratul în engleză la Universitatea din Utah și s-a înscris la un program de doctorat la Universitatea Notre Dame, dar recesiunea de la începutul anilor '80 a afectat veniturile noilor cărți. Din acest motiv, în 1983 el a revenit la munca de editor, lucrând pentru revista Compute! din Greensboro, North Carolina. În luna octombrie a aceluiași an, contractul pentru "trilogia" Alvin Maker (care între timp a ajuns la 6 cărți) i-a permis să redevină liber profesionist.
Jocul lui Ender și continuarea Vorbitor în numele morților au primit atât premiul Hugo, cât și premiul Nebula, făcând din Card singurul autor (până în 2009) care a câștigat cele mai importante două premii din science fiction în ani consecutivi. Card a continuat seria cu Xenocid, Copiii minții, Umbra lui Ender, Umbra Hegemonului, Umbra marionetelor, "First Meetings in the Enderverse", Umbra Uriașului, A War of Gifts și Ender in Exile, acțiunea ultimei cărți petrecându-se după Jocul lui Ender și înainte de Vorbitor în numele morților. Card a anunțat că vrea să scrie Shadows Alive, o carte care să lege Saga Umbrelor cu Saga lui Ender. În 2008, Card a anunțat că Jocul lui Ender urmează a fi ecranizat, dar că încă nu se găsise un regizor (inițial fusese ales Wolfgang Petersen, dar acesta s-a angajat în alte proiecte). Filmul urma să fie realizat de Chartoff Productions, scenariul fiind scris chiar de Card.
Printre celelalte opere se numără istoriile paralele The Tales of Alvin Maker, Pastwatch: The Redemption of Christopher Columbus, Întoarcerea acasă și Hidden Empire, o poveste despre un război civil din viitorul apropiat al Statelor Unite, bazată pe jocul video Shadow Complex al celor de la Xbox Live Arcade. Card a colaborat cu artistul Războiului Stelelor Doug Chiang la Robota și cu Kathryn H. Kidd la Lovelock.

### Alte genuri
De atunci, el a explorat și alte genuri de ficțiune cu romane ca Lost Boys, Treasure Box și Enchantment. Printre alte opere se numără transpunerea sub formă de roman a filmului Abisul a lui James Cameron și banda desenată Ultimate Iron Man pentru Marvel Comics. În afara acestora, la începutul anilor '90 Card a contribuit cu dialoguri la cel puțin trei jocuri video: Loom, The Secret of Monkey Island și The Dig.
În 2000 Card a publicat primul roman al seriei The Women of Genesis, care explorează viețile principalelor femei din prima carte a Bibliei și care include cărțile: Sarah (2000), Rebekah (2002) și Rachel and Leah (2004).
În toamna anului 2005 Card a lansat și Orson Scott Card's InterGalactic Medicine Show. A fost editorul primelor două numere, dar ulterior și-a dat seama că activitățile de predare, scriere și regizare desfășurate pentru teatrul bisericii locale îl pun în imposibilitatea de a răspunde prompt solicitărilor scriitorilor. În consecință, fostul student al lui Card, scriitorul și editorul Edmund R. Schubert a preluat rolul de editor pe 1 iunie 2006.
Dialogul și scenariul (dar nu povestea) jocului video Advent Rising au fost scrise de Card și Cameron Dayton.

### Recenzii și critici
Card scrie un editorial săptămânal pentru Rhinoceros Times din Greensboro, intitulat "Uncle Orson Reviews Everything", care cuprinde recenzii personale ale filmelor, cărților, restaurantelor din zona Greensboro, precum și o varietate de alte topicuri. Editorialul apare ulterior și pe site-ul său, Hatrack River.

### Pseudonime
De-a lungul anilor, Orson Scott Card a folosit cel puțin șapte pseudonime.
Numele Frederick Bliss și P.Q. Gump au fost folosite de Card când i s-a cerut să scrie o prezentare a piesei "Mormon Shakespears: A Study of Contemporary Mormon Theatre" pentru numărul din primăvara lui 1976 al revistei Sunstone. După spusele lui, a folosit aceste pseudonime deoarece articolul făcea o scurtă referire la el și la piesa sa "Stone Tables".
Numele Byron Walley a fost folosit de Card la prima sa lucrare de ficțiune publicată, "Gert Fram", apărută în numărul din iulie 1977 al revistei Ensign. Card pretinde că a folosit acest nume deoarece scrisese un articol de non-ficțiune, "Family Art", un poem, "Looking West", și o piesă scurtă, "The Rag Mission", pentru același număr. Card a mai folosit numele Byron Walley în povestiri publicate în revista Friend, revista New Era și în antologia Dragons of Darkness. Povestirile "scrise de" Byron Walley sunt: "Gert Fram", revista Ensign, iulie 1977; "Bicicleta", revista Friend, octombrie 1977; "The Best Family Home Evening Ever", revista Friend, ianuarie 1978; "Billy's Box", revista Friend, februarie 1978; "I Think Mom and Dad Are Going Crazy, Jerry", revista New Era, mai 1979; "Middle Woman", Dragons of Darkness, Ace Books, 1982.
Numele Brian Green a fost folosit de Card tot în numărul din iulie 1977 al revistei Ensign, pentru piesa scurtă "The Rag Mission", deoarece îi mai apăruseră trei piese în același număr.
Numele Dinah Kirkham a fost folosit pentru a scrie povestirea The Best Day din 1983.
Numele Noam D. Pellume a fost folosit de Card pentru povestirea "Damn Fine Novel", apărută în numărul din octombrie 1989 al The Green Pages.
Card a scris romanul "Zanna's Gift" (2004) sub pseudonimul Scott Richards, argumentând: "Am încercat să impun o identitate separată pe piață, dar strategia de piață nu a funcționat așa cum am sperat, din diverse motive."

## Despre scris

### Cursuri
În 2005 Card a acceptat un post de profesor la Southern Virginia University din Buena Vista, Virginia, o mică universitate de arte liberale condusă pe baza principiile Bisericii lui Isus Hristos a Sfinților din Zilele din Urmă. Card a argumentat că a acceptat acest post deoarece a fost dezamăgit de metodele de predare a scrierii cretive din majoritatea universităților, dar și pentru că dorea să predea tehnicile de scriere a ficțiunii scriitorilor promițători. Card a conlucrat îndeaproape cu colegii săi pentru a dezvolta noi moduri eficiente de a educa scriitorii aspiranți și a publicat două cărți cu acest subiect. El era foarte dornic să folosească oportunitatea de a aplica aceste tehnici în mediul universitar, deoarece atelierele lui de lucru nu îi permiteau să aibă deschiderea dorită. Deranjat de cele spuse de părinții unora dintre studenți, a decis să nu mai predea regulat la universitate și să petreacă mai mult timp cu cel mai mic copil al său. Totuși, în semestrul din primăvarea lui 2009, Card a revenit la catedră.

### Literary Boot Camp
Începând din anul 2001 a condus un atelier anual intensiv de critică pentru scriitorii aspiranți, intitulat "Literary Boot Camp", care se desfășoară pe durata unei săptămâni. Participanții sunt aleși dintre doritorii care au trimis mostre din operele lor de ficțiune. Atelierul se încheie cu un weekend de lectură deschis tuturor celor veniți. Absolvenții au câștigat premii majore ale concursurilor de science fiction și fantasy (cum ar fi actualmente defunctul concurs Phobos contest și concursul Writers of the Future), au vândut numeroase povestiri revistelor de SF și fantasy cum ar fi Asimov's Science Fiction și Realms of Fantasy, precum și unor editori importanți (trilogia Strongbow Saga a lui Judson Roberts este unul dintre multele exemple), etc.

### Cărți despre tehnica scrisului
Card a scris două cărți în care tratează scrierea creativă. Prima dintre ele, Characters and Viewpoint, a apărut în 1988, iar a doua, How to Write Science Fiction and Fantasy, în 1990, ambele la Writer's Digest Books. El a fost coautor la How to Write a Million (deși contribuția sa este doar o retipărire a unei opere anterioare).
Card a dat sfaturi legate de tehnica scrisului și într-un interviu apărut în nr. 23 din 1991 al revistei Leading Edge.

### Writers of the Future
Card a făcut parte din juriul concursului Writers of the Future, un concurs de povestiri science fiction și fantasy pentru scriitori amatori inițiat de L. Ron Hubbard la începutul anilor '80, organizat și finanțat în continuare de Biserica Scientologică.

## Opțiuni personale

### Religie
Apartenența la credința mormonă a avut un rol hotărâtor asupra lui Card încă din primii ani de viață. Stră-străbunicul a fost Brigham Young, un lider important al mișcării Sfinților din Zilele din Urmă, toți strămoșii lui Card, până la cel puțin a treia generație fiind membri ai Bisericii lui Isus Hristos a Sfinților din Zilele din Urmă. Printre acești strămoși se numără și alte figuri remarcabile ale Bisericii, cum ar fi fondatorul coloniei Cardston, Alberta, Charles Ora Card. Credința a fost pentru Card o sursă de inspirație și a influențat atât scrierile sale, cât și viziunea asupra vieții.

### Politică
În 2006, cu o zi înaintea alegerilor din Statele Unite, Card a scris o piesă pentru RealClearPolitics în care (ca democrat) încuraja oamenii să-i voteze pe republicani.
Într-un alt articol, scris pentru Mormon Times, a condamnat orice guvern care recunoaște mariajul între homosexuali, declarând: "Mariajul are o singură definiție indiferent de lege și orice guvern care ar încerca să shimbe asta este un dușman de moarte. Voi face tot ce îmi stă în puteri ca să distrug un asemenea guvern..." În 2009, Card a devenit membru al staff-ului Organizației Naționale pentru Căsătorie, un grup care caută să împiedice legalizarea mariajului între persoane de același sex. Card a cerut legi împotriva comportamentului homosexual, și a militat pentru revenirea la "societatea puternică" americană dinaintea anilor '60.

### Mediu și știință
Deși susține cercetările finanțate de guvern pentru înlocuirea combustibililor fosili cu surse de energie alternativă, Card a criticat frecvent acțiunile pripite privitoare la încălzirea globală, susținând că dovezile științifice împotriva încălzirii globale sunt suprimate din cauză că subiectul a devenit un "adevăr academic" care descurajează dovezile contrare.
Povestirea sa, "Angles", relatează cazul unui savant care se teme să-și înceapă cercetările deoarece acestea ar încălca dogma științifică. În același mod, el nu crede în darwinism ca dogmă opusă designului inteligent (în care nu crede, de asemenea, dar din alte motive). Criticând savanții care pretind că darwinismul explică "în întregime cum are loc evoluția", Card a mai spus că "știința adevărată nu poate - și nu va putea niciodată - dovedi sau susține" designul inteligent.

## Viața personală
Card și soția sa Kristine au cinci copii, fiecare primindu-și numele de la unul sau mai mulți autori pe care cei doi îi admiră: Michael Geoffrey (Geoffrey Chaucer), Emily Janice (Emily Brontë și Emily Dickinson), Charles Benjamin (Charles Dickens), Zina Margaret (Margaret Mitchell) și Erin Louisa (Louisa May Alcott). Charles, care suferea de paralizie cerebrală, a murit la puțin timp după împlinirea vârstei de 17 ani, iar Erin a murit în ziua în care s-a născut. La ora actuală, Card și soția sa trăiesc împreună cu fiica cea mai mică, Zina, în Greensboro, Carolina de Nord.
Viața fiului său, Charles, a influențat unele dintre ficțiunile lui Card, în special saga Întoarcerea acasă, Lost Boys și Folk of the Fringe. Fiica lui, Emily, împreună cu două alte scriitoare, a adaptat pentru teatru povestirile lui Card "Clap Hands and Sing", "Lifeloop" și "A Sepulchre of Songs", în Posing as People.
În 2008 Card a apărut în flimul de scurt metraj The Delivery, în care a jucat fiica sa, Emily. Rolul său a fost acela al unui autor care citește o carte audio, filmul câștigând locul întâi în genul fantasy la festivalul de film Dragon*Con. Card a scris povestea originală "The Emperor of the Air" special pentru filmul de scurt metraj regizat de Gabrielle de Cuir și Stefan Rudnicki.
Card este un mare fan aș serialului de televiziune Firefly și a apărut în documentarul Done the Impossible despre fandomul Firefly.
PE 1 ianuarie 2011 Card a suferit un mic atac cerebral, fiind internat pentru scrut timp. El speră să își revinî complet, deși i-a fost afectată folosirea mâinii stângi, necesitând "reantrenarea creierului".

## Premii
- 1978 premiul John W. Campbell pentru cel mai bun tânăr scriitor la Convenția Mondială de Science Fiction
- 1981 Stăpânul cântecelor: premiul memorial Hamilton-Brackett, 1981
- 1984 Saints: Cartea anului, decernat de Association for Mormon Letters[38]
- 1985 Jocul lui Ender: premiul Nebula, 1985; premiul Hugo, 1986; premiul Hamilton-Brackett, 1986; SF Chronicle Readers Poll, 1986
- 1986 Vorbitor în numele morților; premiul Nebula, 1986, premiul Hugo, 1987; premiul Locus, 1987; SF Chronicle Readers Poll, 1987
- 1987 "Eye for Eye": premiul Hugo, 1988; "Hugo-ul japonez", 1989
- 1987 "Hatrack River": nominalizat la premiul Nebula, 1986, nominalizat la premiul Hugo, 1987, câștigător al premiului World Fantasy, 1987
- 1988 Seventh Son: nominalizat la premiile Hugo și World Fantasy, 1988;[39] premiul Mythopoeic Society, 1988; câștigător al premiului Locus, 1988[39]
- 1989 Red Prophet: nominalizat la premiul Hugo, 1988;[39] nominalizat la premiul Nebula, 1989;[40] câștigător al premiului Locus, 1989[40]
- 1991 How to Write Science Fiction and Fantasy (Writer's Digest Books, 90): premiul Hugo
- 1995 Alvin Journeyman: câștigătorul premiului Locus, 1996[41]
- 2008 premiul YALSA Margaret A. Edwards pentru întreaga contribuție la literatura pentru adolescenți; pentru Jocul lui Ender și Umbra lui Ender
- 2008 premiul Whitney pentru întreaga activitate[42]

## Operă

### Saga lui Ender
Saga lui Ender
- Ender's game (1985)

ro. Jocul lui Ender (Traducere Mihai-Dan Pavelescu) - Editura Nemira 2005, ISBN 978-973-569-739-6
- Speaker for the Dead (1986)

ro. Vorbitor în numele morților (Traducere Gabriel Stoian) - Editura Nemira 2005, ISBN 978-973-569-744-0
- Xenocide (1991)

ro. Xenocid (Traducere Constantin Dumitru Palcus) - Editura Nemira 2005, ISBN 978-973-569-745-7
- Children of the Mind (1996)

ro. Copiii minții (Traducere Gabriel Stoian) - Editura Nemira 2006, ISBN 978-973-569-795-2
- First Meetings (colecție de povestiri) (2002)
- A War of Gifts: An Ender Story (2007)
- Ender in Exile (2008)

### Saga Umbrelor
Saga Umbrelor
- Ender's Shadow (roman "paralel" cu Jocul lui Ender) (1999)

ro. Umbra lui Ender (Traducere Roxana Brînceanu) - Editura Nemira 2006, ISBN 978-973-569-867-6
- Shadow of the Hegemon (2001)

ro. Umbra Hegemonului (Traducere Roxana Brînceanu) - Editura Nemira 2007, ISBN 978-973-569-930-7
- Shadow Puppets (2002)

ro. Umbra marionetelor (Traducere Roxana Brînceanu) - Editura Nemira 2007, ISBN 978-973-569-956-7
- Shadow of the Giant (2005)

ro. Umbra Uriașului (Traducere Roxana Brînceanu) - Editura Nemira 2007, ISBN 978-973-569-937-6
- Shadows in Flight (în curând)

### The Tales of Alvin Maker
- Seventh Son (1987)
- Red Prophet (1988)
- Prentice Alvin (1989)
- Alvin Journeyman (1995)
- Heartfire (1998)
- The Grinning Man (novela, publicata in Legends) (1998)
- The Yazoo Queen (novela, publicata in Legends II) (2003)
- The Crystal City (2003)
- Master Alvin (în curând)

### Întoarcerea acasă
- The Memory of Earth (1992)

ro. Amintirea Pământului (Traducere Roxana Brînceanu) - Editura Nemira 2009, ISBN 978-606-92091-2-7
- The Call of Earth (1992)

ro. Chemarea Pământului (Traducere Roxana Brînceanu) - Editura Nemira 2010, ISBN 978-606-8134-73-4
- The Ships of Earth (1994)

ro. Navele Pământului (Traducere Antuza Genescu) - Editura Nemira 2012, ISBN 978-606-579-310-1
- Earthfall (1995)

ro. Din nou pe Pământ (Traducere Radu Săndulescu) - Editura Nemira 2013
- Earthborn (1995)

ro. Născuți pe Pământ (Traducere Radu Săndulescu) - Editura Nemira 2013

### Women of Genesis
- Sarah (2000)
- Rebekah (2001)
- Rachel and Leah (2004)
- The Wives of Israel (in curand)

### Pastwatch
- Pastwatch: The Redemption of Christopher Columbus (1996)
- Pastwatch: The Flood (în curând)
- Pastwatch: The Garden of Eden (in curand)

### Mithermages
- "Sandmagic" (1979) - povestire
- Stonefather (2008)

### Mayflower
- Lovelock (1994) - cu Kathryn H. Kidd
- Rasputin (in curand) - cu Kathryn H. Kidd

### Worthing
- Capitol (1978)
- Hot Sleep (1978)
- The Worthing Chronicle (1983)
- The Worthing Saga (1990)

### Empire
- Empire (2006)
- Hidden Empire (2009)
- Shadow Complex (2009)

### Romane de sine stătătoare
- A Planet Called Treason (1978)
- Songmaster (1979)

ro. Stăpânul cântecelor (Traducere Mihai-Dan Pavelescu) - Editura Nemira 2008, ISBN 978-973-143-250-2
- Hart's Hope (1983)
- Saints (1983) - aka "Woman of Destiny"
- Wyrms (1987)

ro. Wyrm (Traducere Roxana Brînceanu) - Editura Nemira 2010, ISBN 978-606-8134-29-1
- Treason (ediție revizuită a volumului "A Planet Called Treason") (1988)
- Lost Boys (1992)
- Treasure Box (1996)
- Stone Tables (1997)
- Homebody (1998)
- Enchantment (1999)
- Magic Street (2005)
- Invasive Procedures (2007) - cu Aaron Johnston

### Culegeri de povestiri
- Unaccompanied Sonata and Other Stories (1980)
- Cardography (1987)
- The Folk Of The Fringe (1989)
- Maps in a Mirror: The Short Fiction of Orson Scott Card (1990)

- The Changed Man (1992)
- Flux (1992)
- Monkey Sonatas (1993)
- Cruel Miracles (1992)

- Keeper of Dreams (2008)

### Antologii editate de Card
- Dragons of Light (1980)
- Dragons of Darkness (1981)
- Future on Fire (1991)
- Future on Ice (1998)
- Masterpieces (2001)
- The Phobos Science Fiction Anthology Volume 1 (2002)
- The Phobos Science Fiction Anthology Volume 2 (2003)
- Orson Scott Card's InterGalactic Medicine Show (2008)

### Alte opere
- The Abyss (1989) - cu James Cameron, roman bazat pe scenariul filmului
- Eye For Eye / Tunesmith (1990) - roman dublu Tor, cu Lloyd Biggle, Jr.
- Magic Mirror (1999) - carte pentru copii, ilustrată de Nathan Pinnock
- Robota (2003) - carte ilustrată cu Doug Chiang
- An Open Book (2004) - volum de poezii
- Ultimate Iron Man (2005) - serie BD
- Red Prophet: The Tales Of Alvin Maker (2006) - serie BD
- Wyrms (2006) - serie BD
- The Space Boy (2007)
- Bully and the Beast (în curând)

### Piese de teatru
- Posing as People (2004) - bazată pe trei nuvele scrise de Card, prima producție a fost în regie proprie

- Clap Hands and Sing - adaptare de Scott Brick
- Lifeloop - adaptare de Aaron Johnston
- Sepulchre of Songs - adaptare de Emily Janice Card

### Volume de non-ficțiune
- Listen, Mom and Dad (1977)
- Ainge (1981)
- Saintspeak (1981)
- A Storyteller in Zion (1993)

### Cărți despre activitatea de scriitor
- Characters and Viewpoint (1988)
- How to Write Science Fiction and Fantasy (1990)

### Alte proiecte
- Ender's Game - Jocul lui Ender (film) -  1 noiembrie 2013 (USA)
- Advent Rising (Iunie 2005) joc third-person shooter pentru Windows și Xbox
- Advent Shadow (anunțat pentru 12 iulie 2005) un joc video, pentru Sony PSP
- Alvin's World (în curând) MMORPG, pentru Windows
- Orson Scott Card's Intergalactic Medicine Show (revistă online)